# Угаров, Александр Владимирович
Александр Владимирович Угаров (8 июня 1982, Калуга) — российский футболист, выступавший на позиции защитника и полузащитника.

## Биография
Александр Угаров родился 8 июня 1982 года в Калуге. Воспитанник калужских ДЮСШ «Торпедо» и СДЮШОР «Смена». Первый тренер — Михаил Иванович Стрыков.
Был замечен скаутами московского «Динамо» и перебрался в стан бело-голубых. Дебют за вторую команду состоялся 26 апреля 2000 года в матче с дублёрами московского «Спартака» (4:1). Угаров провёл на поле 81 минуту. В 2001 году вместе с другим воспитанником калужского «Торпедо» Сергеем Яшиным стал чемпионом России 2001 года по футболу среди дублирующих команд РФПЛ.
Но в первой команде «Динамо» Угаров закрепиться не смог и в 2003 году вернулся в родной регион. В 2004 году выступал за футбольный клуб «Жетысу» из Талды-Кургана, за который провёл три матча в Высшей лиге казахского футбола; клуб в том сезоне финишировал 14-м в турнирной таблице. В следующем сезоне Угаров играл уже в подмосковном Серпухове.
Заканчивал карьеру в родной Калуге, играя за футбольный клуб МиК (позднее сменившего название на «Калуга»). Был капитаном команды.
Живёт в Калуге. Работает в Управлении Федеральной службы исполнения наказаний по Калужской области. Продолжает играть в футбол на любительских соревнованиях.